# Helmut Rauca
Helmut Albert Rauca, född den 3 november 1908 i Trieb, död den 29 oktober 1983 i Kassel, var en tysk Kriminalsekretär och Sturmscharführer. Under andra världskriget var han medlem av Einsatzkommando 3 och deltog i massmord på judar i Litauen.
Den 28 oktober 1941 valde Rauca ut 9 200 judiska män, kvinnor och barn från Kaunas getto för avrättning. Påföljande dag arkebuserades dessa vid Devintas Fortas. Efter andra världskriget satt Rauca för en tid i amerikanskt fångläger. År 1950 utvandrade han till Kanada, där han 1956 blev medborgare. I maj 1983 utlämnades han till Västtyskland; han dog fem månader senare i häkte i Kassel.